# شالیمار (فیلم)
شالیمار (به هندی: Shalimar) فیلمی محصول سال ۱۹۷۸ و به کارگردانی کریشنا شاه است. در این فیلم بازیگرانی همچون درمندرا، زینت امان، رکس هریسون، جان ساکسون، سیلویا مایلز، شامی کاپور، پریم نات، آریونا ایرانی ایفای نقش کرده‌اند.